# Organe adventif

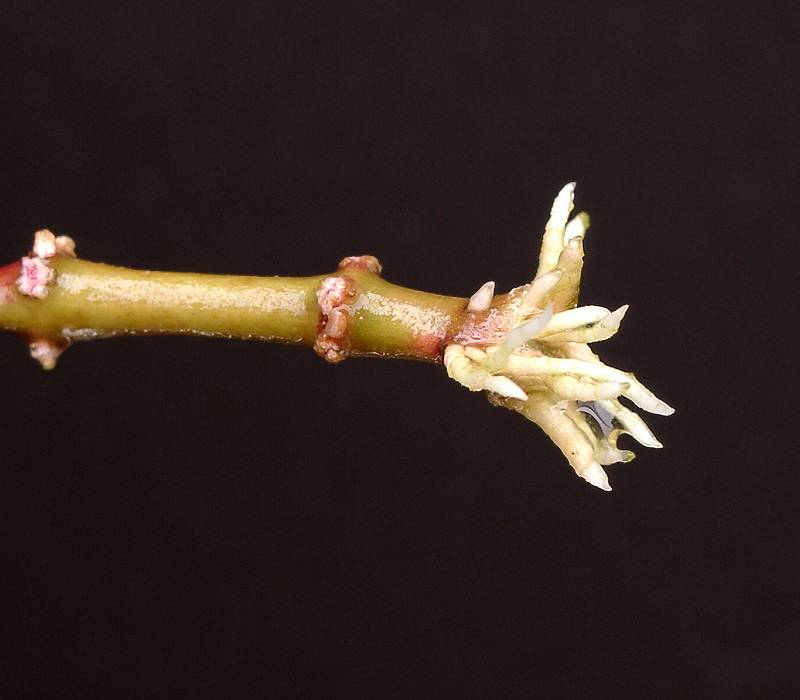
Formation de racines adventives sur une bouture d'Euphorbia cotinifolia.

En botanique, un organe adventif est un organe qui apparaît à un endroit « où l'on ne s'y attend pas ». Il s'ajoute secondairement à d'autres organes du même type, mais a une autre origine et occupe une position différente.

## Exemples
- Racine poussant sur d'autres organes que la racine principale (sur tige, feuille, etc.) et issue d'un bourgeon adventif
- Bourgeons sur une racine ou sur une feuille...

## Bourgeon adventif
Le bourgeon adventif est un bourgeon axillaire qui se développe à l’aisselle d’un organe foliaire, à partir des tissus périphériques (méristème axillaire) de façon spontanée ou à la suite d'une blessure. Sa localisation est indépendante de la phyllotaxie et de l’architecture du végétal. Il se distingue du bourgeon proventif (terme forgé par l'agronome Theodor Hartig en 1851) qui s'est mis en place lors du développement en axe d’un bourgeon préexistant. Ne s'étant pas développé, faute généralement d’une lumière suffisante, il a continué à vivre. Sa localisation est directement reliée à la phyllotaxie.